# Généalogie des écritures dérivées du protosinaïtique
 (juillet 2017).
Si vous disposez d'ouvrages ou d'articles de référence ou si vous connaissez des sites web de qualité traitant du thème abordé ici, merci de compléter l'article en donnant les références utiles à sa vérifiabilité et en les liant à la section « Notes et références ».

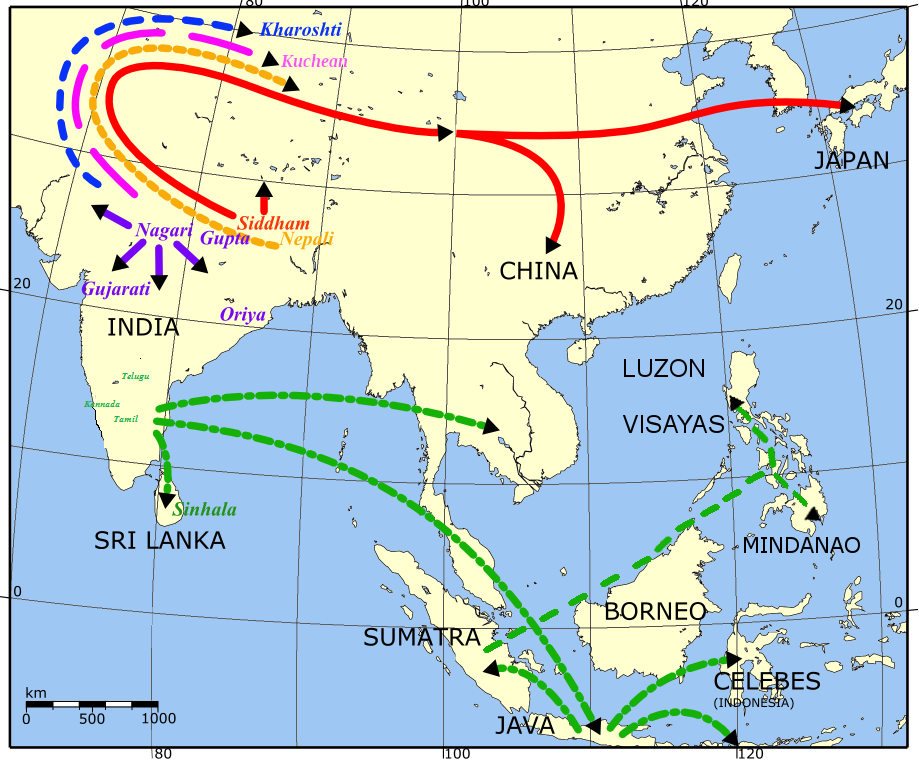
Diffusion des écritures d'origine protosinaïtique depuis l'Inde vers l'Asie de l'Est.

Cet article présente une généalogie des systèmes d'écriture dérivés du protosinaïtique.

## Description
Quasiment tous les systèmes d'écriture segmentaux (principalement des alphabets, mais également des abjads, et des alphasyllabaires) dérivent apparemment de l'écriture protosinaïtique. C'est le cas de l'alphabet latin mais également des systèmes voisins tels que les alphabets hébreu, arabe, les runes germaniques et hongroises, l'alphasyllabaire éthiopien, la devanāgarī indienne, les écritures des Philippines et de l'Indonésie. Il existe également des systèmes purement syllabiques qui dérivent de façon superficielle de ces alphabets, comme le cherokee. 
Les premiers alphabets du bronze moyen furent adaptés des hiéroglyphes égyptiens (IVe millénaire av. J.-C.). Il est possible qu'un alphabet indépendant, l'alphabet méroïtique, ait également été adapté des hiéroglyphes.
Parmi les systèmes qui ne dérivent pas du protosinaïtique, on trouve peut-être le hangeul coréen (certains supposent qu'il pourrait être dérivé de l'Écriture Phagspa), le santâlî, le bopomofo chinois, les kanas japonais, les deux écritures méroïtiques.
Parmi les systèmes d'écriture plus anciens, on peut citer : 
- le cunéiforme entre -3400 et -3200
  - Akkadien -2600
  - élamite cunéiforme vers -2500
- Les hiéroglyphes minoens (-2000 en Crète)
- Les Caractères chinois Han (-1500)
- Les hiéroglyphes hittites, utilisé XVe siècle av. J.-C. pour un dialecte du Louvite en Anatolie.
- Les hiéroglyphes olmèques (-650 au Mexique).
- L'Écriture maya, (-300, au Mexique)
- L'écriture dongba (1er millénaire en Chine)
- Les Hiéroglyphes micmacs (Nord du Canada).

## Généalogie
Les dates indiquées sont les dates approchées de la création des systèmes d'écriture. Dans de nombreux cas, il ne s'agit que d'une approximation grossière, et la marge d'erreur peut être de plusieurs siècles. Dans de nombreux cas, le développement d'une écriture vers une autre fut un processus graduel qui s'étendit sur des centaines d'années.
Les lieux indiqués entre parenthèses sont les noms de la région moderne correspondant à celle où fut communément utilisé chaque écriture pour la première fois.
Les systèmes encore utilisés de nos jours sont mis en évidence en gras.
- Protosinaïtique - v. 1700 av. J.-C. (Égypte)
  - Ougaritique - v. 1500 av. J.-C. (Syrie)
  - Protocananéen - v. 1200 av. J.-C. (Israël)
    - Phénicien - v. 1000 av. J.-C. (Liban, Israël)
      - Paléo-hébraïque - v. 1000 av. J. C. (Israël)
        - Samaritain - v. 600 av. J.C. (Israël)

      - Araméen - v. 900 av. J.-C. (Syrie)
        - Brahmi - v. 600 av. J.-C. (Inde, Sri Lanka)
          - Cham - v. 200 (Vietnam, Cambodge)
          - Gupta - v. 400 (N. Inde)
            - Siddham - v. 600 (N. Inde)
              - Tibétain - v. 650 (Tibet)
                - Phagspa - 1268 (Mongolie)
                - Lepcha - v. 1700 (Bhoutan)
                  - Limbou - v. 1740 (Sikkim)

            - Nagari abugida - v. 750 (Inde)
              - Bengalî - v. 1050 (E. Inde, Bangladesh)
                - Oriya - v. 1100 (E. Inde)

              - Devanāgarī - v. 1100 (Inde)
                - Ranjana - v. 1150 (Népal)
                - Modi - v. 1600 (Inde)
                - Gujarati - v. 1500 (Inde)
                - Soyombo - v. 1686 (Mongolie)

            - Sharda - v. 770 (Pakistan)
              - Gurmukhī - v. 1539 (Pakistan, N. Inde)

          - Vatteluttu - v. 400 (S. Inde)
            - Khmer - v. 600 (Cambodge)
              - Thaï - 1283 (Thaïlande)
                - Lao - v. 1350 (Laos)

            - Môn - v. 700 (Birmanie)
              - Birman - v. 1050 (Birmanie)

            - Kawi - v. 775 (Indonésie)
              - Javanais - v. 900 (Indonésie)
              - Balinais - v. 1000 (Indonésie)
              - Batak - v. 1300 (Indonésie)
              - Baybayin - v. 1300 (Philippines)
              - Bouhide - v. 1300 (Philippines)
              - Hanounóo - v. 1300 (Philippines)
              - Tagbanoua - v. 1300 (Philippines)
              - Buginais - v. 1600 (Indonésie)
              - Rejang - ? (Indonésie)

          - Kadamba - v. 450 (S. Inde)
            - Kannada - v. 1500 (S. Inde)
            - Télougou - v. 1500 (S. Inde)

          - Kalinga - v. 500 (E. Inde)
          - Grantha - v. 500 (S. Inde)
            - Cingalais - v. 700 (Sri Lanka)
              - Dhives akuru - v. 1100 (Maldives)

            - Tamoul - v. 700 (Inde, Sri Lanka)
              - Saurashtra - v. 1900 (S. Inde)

            - Malayalam - v. 1100 (S. Inde)

          - Tokharien - v. 500 (O. Chine)
          - Âhom - v. 1250 (E. Inde)

        - Hébreu - v. 300 av. J.-C. (Israël)
        - Pehlevi - v. 250 av. J.-C. (Perse)
          - Avestique - v. 400-600 (Perse)

        - Kharoṣṭhī - v. 250 av. J.-C. (Pakistan, Afghanistan)
        - Parthe - v. 200 av. J.-C. (Iran)
        - Syriaque - v. 1 (Syrie, Irak)
          - Sogdien - v. 100 (Ouzbékistan)
            - Géorgien - v. 100 ? (Géorgie)
            - Orkhon - v. 700 (Mongolie)
              - Hongrois - v. 900 (Hongrie)

            - Ouïghour - v. 1000 (NO Chine) Turkestan oriental
              - Mongol bitchig - v. 1100 (Mongolie)
                - Mandchou - 1599 (NE Chine) Mandchourie

              - Todo bitchig - 1649 (NO Chine)

        - Nabatéen - v. 50 (Jordanie)
          - Arabe - v. 400 (Jordanie, N. Arabie)
          - Jawi - v.1300 (Malaisie, Brunei)

        - Mandéen - v. 100 (Iran)

      - Samaritain - v. 600 av. J.-C. (Israël)
      - Alphabets d'Asie mineure - v. 800 av. J.-C. (Anatolie)
      - Grec - v. 800 av. J.-C. (Grèce)
        - Alphabet eubéen - v. 750 av. J.-C. (Grèce, Italie)
          - Vieil italique - v. 750 av. J. C. (Italie)
            - Étrusque - v. 725 av. J.-C. (Italie)
              - Vénète - v. 700 av. J.-C. (Italie)
                - Runique - v. 150 (Allemagne, Scandinavie)

              - Latin - v. 600 av. J.-C. (Italie)
                - Falisque - v. 400 av. J.-C. (Italie)

              - Osque - v. 600 av. J.-C. (Italie)

            - Messapien - v. 550 av. J.-C. (Italie)

        - Copte - v. 200 av. J.-C. (Égypte)
        - Gotique - v. 350 (Ukraine)
        - Arménien - 405 (Arménie)
        - Glagolitique - 863 (Bulgarie)
          - Cyrillique - v. 900 (Bulgarie)
            - Permien - 1372 (Sibérie)
            - Abkhaze - 1865 (Abkhazie)

      - Paléo-hispanique - v. 600 av. J.-C. (Espagne, Portugal)
        - Celtibère - v. 500 av. J.-C. (N. Espagne)
        - Ibérique nord-oriental (N.E. Espagne)
        - Ibérique sud-oriental (S.E. Espagne)
        - Sud-Ouest - v. 250 av. J.-C. (Espagne)

      - Tifinagh - v. 250 av. J.-C. (N.O. Afrique)
        - Néo-tifinagh - v. 1965 (Maroc)

  - Sudarabique - v. 900 av. J.-C. (Éthiopie, S. Arabie)
    - Guèze - v. 500 av. J.-C. (Éthiopie)
      - Éthiopien - v. 300 (Éthiopie)

    - Thamudique - v. 200 av. J.-C. (N. Arabie)
    - Safaïtique - v. 100 av. J.-C. (N. Arabie)